# Tantilla miyatai
Tantilla miyatai là một loài rắn trong họ Rắn nước. Loài này được Wilson & Knight mô tả khoa học đầu tiên năm 1987.